# 利伯蒂鎮區 (密蘇里州克勞福德縣)
利伯蒂鎮區（英語：Liberty Township）是位於美國密蘇里州克勞福德縣的一個行政鎮區。

## 地方資料
利伯蒂鎮區的面積為233.07平方千米，當中陸地面積為232.75平方千米，而水域面積為0.34平方千米。根據2020年美國人口普查的數據，當地共有人口1633人，而人口密度為每平方千米7.01人。